# 道森市机场
道森市机场（英語：Dawson City Airport）是加拿大育空地区的一个机场，位于道森市以东8海里（15；9.2英里）的位置，机场亦处在克朗代克河的河畔。机场有一个航站楼和一条跑道，跑道在2019年5月翻新为沥青路面；翻新后的沥青跑道的规格为5,003英尺 × 100英尺（1,525米 × 30米）。机场处在海拔1,215英尺（370米）的高度，因而有一些学者认为机场的设计不合理，他们建议机场需要移动到其他位置，因为它正好位于一个狭窄的山谷中。
道森市机场被加拿大导航归类为入境机场，因此亦有加拿大边境服务局的工作人员驻扎于此；尤其是在夏季的旅游旺季，会有大量的旅客往返于道森市和阿拉斯加州的费尔班克斯，因而道森市机场和费尔班克斯国际机场亦有每日的波音737包机。

## 图集

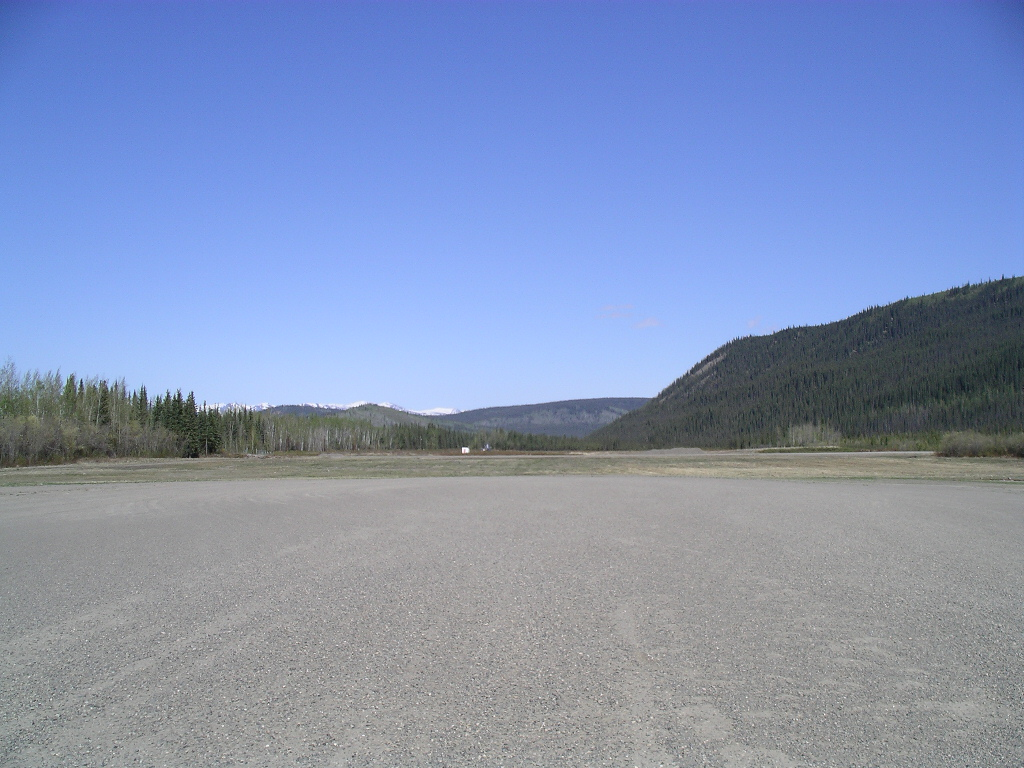
Note the large hills nearby

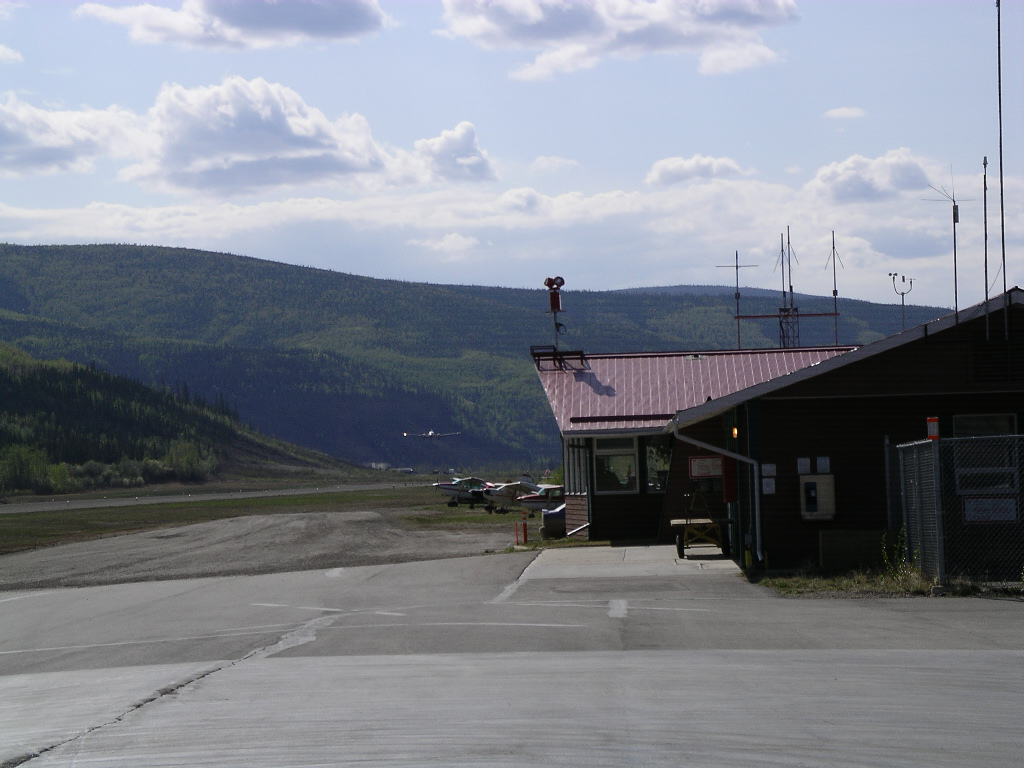
An Hawker Siddeley HS 748 touching down on runway 03

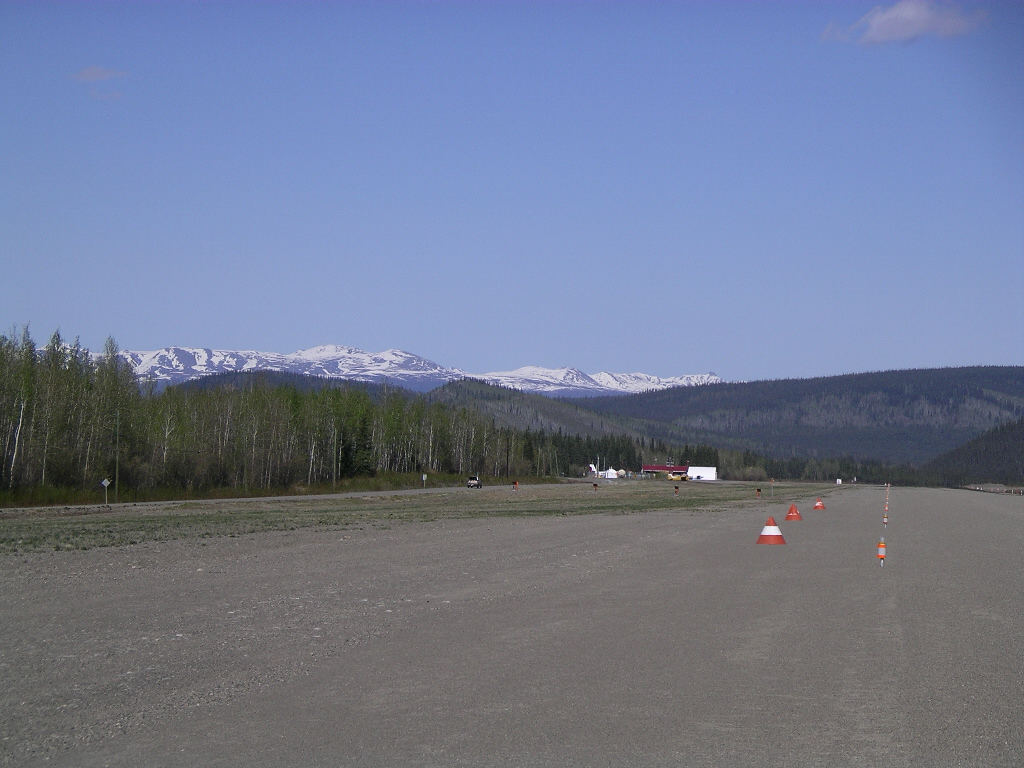
lNear the threshold of runway 03

## 航空公司与航点
| 航空公司       | 目的地                                                |
| -------------- | ----------------------------------------------------- |
| 加拿大北方航空 | 因纽维克，梅奥，旧克罗，白马市 季节性航班：费尔班克斯 |